# سان جیوستو کاناوزه
سان جیوستو کاناوزه (به ایتالیایی: San Giusto Canavese) یک کومونه در ایتالیا است که در استان تورین واقع شده‌است. سان جیوستو کاناوزه ۹٫۶ کیلومتر مربع مساحت و ۳٬۳۸۳ نفر جمعیت دارد و ۲۶۴ متر بالاتر از سطح دریا واقع شده‌است.